# Klaus Donner
Klaus Donner (* 14. September 1945 in Hildburghausen) ist ein deutscher Mathematiker mit Schwerpunkten im Bereich Numerische Mathematik, Bildverarbeitung, optische Messtechnik und CAD-Systeme und Gründer und Besitzer der Firma alfavision GmbH, die im Bereich Bildverarbeitung und optischer Messtechnik tätig ist.

## Leben
1972 erhielt Donner ein Diplom in Mathematik an der Universität Erlangen-Nürnberg. 1974 promovierte er mit einer Dissertation aus der Darstellungstheorie für Algebren unter  H. Bauer an der Universität Erlangen-Nürnberg. 1974–1980 war er Assistent am Mathematischen Institut der Universität Erlangen-Nürnberg. 1980 erfolgte die Habilitation in Approximationstheorie: "Fortsetzung positiver Operatoren und Korovkin-Sätze", dem schloss sich ein halbjähriger Forschungsaufenthalt an der Witwatersrand-Universität in Johannesburg an. 1982 erhielt Donner eine Professur an der Universität der Bundeswehr München.  Von 1983 bis zu seiner Emeritierung 2010 war er Inhaber des Lehrstuhls für Numerische Mathematik und Analysis an der Fakultät für Informatik und Mathematik der Universität Passau sowie Leiter des Instituts für Softwaresysteme in technischen Anwendungen der Informatik, früher FORWISS (Bayerisches Forschungszentrum für wissensbasierte Systeme) der Universität Passau mit Schwerpunkten Bildverarbeitung, optische Messtechnik, CAD-Systeme und der zugehörigen numerischen Algorithmik.

## Publikationen
- Klaus Donner: Image Interpretation Based on Local Transform Characterization. In: Yuri I. Zhuravlev (Ed.): Pattern Recognition and Image Analysis 7(4):431. Scientific Council "Cybernetics", Russian Academy of Sciences, 1997.
- Klaus Donner: Hierarchical Approximation for Pattern Recognition. In: Vladimir Marik (Ed.): Proc. Applications of Artificial Intelligence (AI '91) 213-226. Fakulta elektrotechnická ČVUT, Prag, ČSFR, 1991.
- Reiner Kickingereder, Klaus Donner: Stereo Vision on Specular Surfaces. In: Juan J. Villanueva (Ed.): Proceedings in Series on Signal and Image Processing, Visualization, Imaging, and Image Processing 335-339. ACTA Press, Calgary, Anaheim, Zürich, 2004.